# قسط ثنائي اللون
قسط ثنائي اللون (الاسم العلمي:Costus bicolor) هو نوع من النباتات يتبع جنس القسط من الفصيلة القسطية.